# Sculpteur moderne
Sculpteur moderne è un cortometraggio muto del 1908 diretto da Chomont (pseudonimo per Segundo de Chomón).

## Trama
Sulla superficie liscia e levigata di un blocco di marmo appare come per magia la scritta Pathé Frères. Appare quindi una giovane donna che presenta un enorme grumo di argilla coperto con un panno. Il telo viene rimosso e la massa argillosa prende a ruotare vorticosamente, prendendo velocemente la forma prima di un animale indistinto, poi quello di un orango che fuma la pipa. La statua viene rimossa dalla giovane donna che porta poi un altro pezzo di argilla ricoperto da un altro telo....

## Produzione
Il film fu prodotto dalla Pathé Frères.

## Distribuzione
Distribuito dalla Pathé Frères (che lo importò e distribuì anche negli USA il 12 aprile 1908 con il titolo Modern Sculptors), il film - un cortometraggio di 120 metri - uscì nelle sale cinematografiche francesi il 31 gennaio 1908. In Spagna, il titolo venne tradotto letteralmente in Escultor moderno.
Nel 2007, il cortometraggio è stato inserito in un'antologia di pellicole uscite in DVD (con il sistema PAL), antologia dal titolo Crazy Cinématographe: Europäisches Jahrmarktkino 1896-1916, prodotta dalla Cinémathèque de la Ville de Luxembourg e dalla Medienwissenschaft der Universität Trier.